# Radiotelevizijski odašiljač Orlovača
Orlovača. Dugopolje (Orlovača) je radiotelevizijski odašiljač na brdu Orlovači u općini Dugopolju, na sjevernoj granici općine Dugopolja.
Na državnoj razini ima frekvencije 88 MHz (koncesijska oznaka HR1) i 100,6 MHz (koncesijska oznaka HR2), za područje županije Splitsko-dalmatinske, te za isto područje, na regionalnoj razini frekvenciju od 105,3 MHz (koncesijska oznaka HRL-ST). Korisnik je Hrvatska radiotelevizija.